# Ecology Letters
Ecology Letters est une publication scientifique mensuelle à comité de lecture de  Wiley-Blackwell et du Centre national de la recherche scientifique qui traite de tous les aspects de l'écologie.  
Selon le Journal Citation Reports, Ecology Letters se classe au deuxième rang parmi les 144 revues d'écologie (2/144), avec un facteur d'impact de 10,689.